# Stazione di Cavazzale
La stazione di Cavazzale è una stazione ferroviaria posta sulla linea Vicenza-Schio. Serve il centro abitato di Cavazzale, frazione del comune di Monticello Conte Otto.

## Storia
La fermata di Cavazzale venne attivata il 1º maggio 1902.
Successivamente l'impianto venne trasformato in stazione.

## Movimento
La stazione è servita da treni regionali svolti da Trenitalia nell'ambito del contratto di servizio stipulato con le regioni interessate.